# American Journal of Hematology
Das American Journal of Hematology, abgekürzt Am. J. Hematol., ist eine wissenschaftliche Fachzeitschrift, die vom Wiley-Blackwell-Verlag veröffentlicht wird. Sie erscheint mit zwölf Ausgaben im Jahr und veröffentlicht Arbeiten aus dem Bereich der Hämatologie.
Der Impact Factor lag im Jahr 2021 bei 13,265. Nach der Statistik des ISI Web of Knowledge wird das Journal mit diesem Impact Factor in der Kategorie Hämatologie an 6. Stelle von 78 Zeitschriften geführt.